# Orda (syn Dżocziego)
Orda (albo Orda-iczen, Ordu, zm. po 1252) – pierwszy władca Białej Ordy.
Czasami w źródłach jego imię pojawia się wraz z dodatkiem iczen (mong. "pan", "mistrz"). Mimo że Orda był najstarszym synem Dżocziego (zm. 1227), jego następcą został nie on, ale drugi syn Dżocziego, Batu (zm. 1255). Dżuzdżani (zm. po 1265) twierdzi, że zadecydował o tym jeszcze Czyngis-chan (1206–1227), który przeżył Dżocziego o kilka miesięcy. Jednak zgodnie z innymi źródłami to Ugedej (1229–1241) ustanowił Batu następcą Dżocziego, przy czym Raszid ad-Din (zm. 1318) dodaje, iż Orda był zadowolony z tego, że Batu został władcą. Z kolei Utemysz Hadżdżi (XVI w.) twierdzi, że zarówno Orda jak i Batu rościli sobie prawo do dziedzictwa po ojcu i apelowali o rozstrzygnięcie do Czyngis-chana, który okazał się łaskawy dla Batu. Tych informacji nie trzeba uważać za sprzeczne ze sobą, ponieważ mogło być tak, iż Czyngis-chan zdecydował o postawieniu na czele ułusu Dżocziego Batu, co Ugedej potem potwierdził, zaś Ordzie nie pozostało nic innego jak "być zadowolonym z tego, że Batu został władcą".
Orda otrzymał połowę żołnierzy przyznanych niegdyś Dżocziemu. Według Wassafa (XIII/XIV w.) miało to być 10 tys. żołnierzy. Prawdopodobnie oddziały Ordy wzięły udział w kampanii, jaką w roku 1229 podjęto w celu oczyszczenia regionu Wołgi i Uralu przed atakiem na Kipczaków i Ruś. Orda był aktywnym uczestnikiem mongolskiego najazdu na zachód. W roku 1236 maszerował razem z Sübeetejem (zm. 1248) na Bułgar i brał udział w podporządkowaniu Burtasów i Bukszi (lub Moksza, odłamu Mordwinów), oraz był obecny podczas upadku Riazania w roku 1237. Następnie brał udział w oblężeniu Kijowa w roku 1240. W roku 1241 dowodził udanym najazdem na Polskę, by potem dołączyć do sił mongolskich operujących na Węgrzech.
W związku ze śmiercią Ugedeja w roku 1241 wojska mongolskie wycofały się z Europy Środkowej i powróciły w rejon dolnej Wołgi. Nastąpiło teraz pięcioletnie interregnum, podczas którego potomkowie Dżocziego dokonali ostatecznego podziału terytorium jego ułusu. Terytorium Ordy na zachodzie graniczyło z ułusem przyznanym jego młodszemu bratu Szibanowi, który w lecie obozował w rejonie rzek Ural i Irgiz, a zimą na terenie Kara-kum i wzdłuż Syr-darii aż do rejonu rzek Czu i Sari-su. Z kolei na południowym zachodzie sąsiadami Ordy byli Czagataidzi i Kajdu (zm. 1301). Według Raszida ad-Dina granica pomiędzy Ordą a tym ostatnim miała przebiegać nieco na północ od miast Tałas i Sajram. Na wschodzie, wzdłuż górnego biegu Irtyszu, przebiegała granica pomiędzy terytorium Ordy a ułusem Wielkiego Chana. Na północy prawdopodobnie terytorium Ordy sięgało daleko w głąb syberyjskich lasów i chociaż wydaje się wątpliwe by Mongołowie trwale zajmowali tajgę lub tundrę, to mogli oni sprawować luźną zwierzchność nad różnymi ludami łowieckimi na północ od strefy lasów.
Tak długi okres bez nowego Wielkiego Chana był spowodowany przede wszystkim sprzeciwem Batu wobec kandydatury Güjüka (1246–1248), najstarszego syna Ugedeja, do którego żywił on osobistą animozję. Ostatecznie Batu musiał ustąpić, niemniej nie przybył osobiście na kurułtaj w roku 1246, na którym wyniesiono Güjüka do władzy, lecz wysłał delegację książąt z ułusu Dżocziego pod przewodnictwem Ordy. Orda wraz z Jisü Möngke (1246–1251) dokonał usadowienia Güjüka na tronie podczas kulminacji uroczystości intronizacyjnych. Po formalnym objęciu władzy przez Güjüka Czyngisydzi przystąpili do rozstrzygania bieżących spraw imperium, przy czym najbardziej palącą kwestią było osądzenie brata Czyngis-chana Temüge Otczigina (zm. 1246), który próbował zagarnąć urząd Wielkiego Chana dla siebie. Przeprowadzenie dochodzenia w tej sprawie powierzono właśnie Ordzie i Möngkemu (1251–1259), którzy dokonali tego z zachowaniem poufności, nie korzystając z niczyjej pomocy. Uznali oni że Temüge jest winny i za ich rekomendacją został on stracony. Bez wątpienia Orda odgrywał prominentną rolę podczas kurułtaju, co mogło się wiązać z zabiegami Güjüka o zjednanie sobie potomków Dżocziego, ale także z faktem, iż po śmierci Czagataja (zm. 1244/1245) był on najstarszym żyjącym potomkiem Czyngis-chana, co wiązało się ze znacznym prestiżem.
Po śmierci Güjüka w roku 1248 Orda wraz z innymi potomkami Dżocziego popierał kandydaturę Möngkego. Był on obecny na kurułtaju w roku 1250, na którym zwolennicy Möngkego po raz pierwszy proklamowali go Wielkim Chanem. Jego czwarty syn Kungkiran (ok. 1256 – ok. 1277) wspierał Möngkego w ściganiu podejrzanych, po tym gdy wykryto spisek potomków Ugedeja chcących obalić jego władzę po jego ostatecznym wyborze w roku 1251. Möngke w swoich jarłykach zawsze umieszczał imię Ordy przed innymi potomkami Dżocziego, włącznie z Batu. W latach 1253 i 1255 trzeci syn Ordy, Kurumszi, prowadził nieudane kampanie przeciwko Krzemieńcowi i księciu halicko-wołyńskiemu Danielowi Halickiemu (1205–1264), zanim w roku 1256 z posiłkami dla jego armii nie przybył Burundaj, który ostatecznie przejął dowództwo. Na rozkaz Möngkego każdy członek rodu Czyngis-chana powinien był dostarczyć dwóch spośród dziesięciu swoich żołnierzy na wyprawę na Bliski Wschód, jaką miał przedsięwziąć jego brat Hulagu (1256–1265). W odpowiedzi Orda wyprawił jeden tümen pod dowództwem swojego drugiego syna, Kuli, który następnie stanowił część lewego skrzydła wojsk mongolskich podczas oblężenia Bagdadu. Jest to ostatnia znana informacja historyczna na temat Ordy.